# Каврари (Виченца)
Каврари је насеље у Италији у округу Виченца, региону Венето.
Према процени из 2011. у насељу је живело 154 становника. Насеље се налази на надморској висини од 1041 м.